# 南塔底站
南塔底站是一个北同蒲线上的铁路车站，位于山西省阳曲县侯村乡南塔底，建于1962年，目前为五等站，邮政编码为030100。目前客运：办理旅客乘降；不办理行李、包裹托运；不办理货运营业。